# Патык, Владимир Иосифович
Влади́мир Ио́сифович Па́тык (укр. Володимир Йосипович Патик; 9 октября 1926, Чёрный Остров, Бубрецкий уезд, Львовское воеводство, Польша; теперь в Ходоровской городской общине Львовской области — 28 августа 2016, Львов, Украина) — советский и украинский художник. Народный художник Украины (2006). Лауреат Государственной премии Украины имени Тараса Шевченко (1999).

## Биография
Учился в художественно-промышленной школе. В 1953 году окончил Львовский институт прикладного и декоративного искусства у Р. Сельского.
Член Союза Художников Украинской ССР с 1958 года.
Яркий представитель галицкой школы живописи, объездил почти всю Украину, бывал в Карпатах, далеко на Севере России, в Мурманске, рисовал в Прибалтике, Сибири, Средней Азии. В своем творчестве художник прибегает к контрасту красного и зеленого, оранжево-желтого и сине-фиолетового, красного и белого, до различных технических средств — мозаики, фрески, больше всего — в масляной живописи, пастели, различных графических средств. С 1990-х годов главную формотворческую роль в художественной манере мастера играет чистый цвет, который повышает эмоциональную активность картины и подчеркивает декоративное решение композиций.
Похоронен на Лычаковском кладбище во Львове.

## Основные работы
- «Через кладку» (1955),
- «Горящий манускрипт» (1964, о гибели в огне рукописей в Библиотеке АН УССР в апреле того же года),
- «Шевченко на родине», «Гуцульская мадонна» (1965),
- «Девушка из Буковины» (1966),
- «Довбуш — наша слава» (1967),
- «Третье путешествие на Украину» (1968),
- "Т. Г. Шевченко среди крестьян "(1969),
- «Степь у Чигирина» (1976),
- «Тишина» (1976),
- «Реквием» (конец 1960 — начало 1970-х годов — навеян строками поэзии Василия Симоненко «На кладбище расстрелянных иллюзий уже нет места для могил»),
- «Земля Шевченко», «Ревет и стонет Днепр широкий», «Окраина села Шевченково» (1981),
- «Память» (1982 — о трагедии Голодомора 1933 года),
- «Утро над Днепром» (1982),
- «Осень над Тясмином» (1983),
- «Околица Золочева» (2008),
- «Последний путь» (1987),
- «Ох, не одинаково мне», «Над Днепром» (1988),
- «Будет суд, будет наказание» (1989),
- «Возрождение нации» (1990),
- «Монмартр» (1995),
- «Ревет и стонет Днепр широкий» (1997),
- серия «По Черкасской» (1980—1981).
- росписи в кинотеатре им. Богдана Хмельницкого во Львове.

## Награды и звания
- Орден князя Ярослава Мудрого V степени (4 ноября 2009 года) — за выдающийся личный вклад в развитие украинского изобразительного искусства, многолетнюю плодотворную творческую деятельность и высокий профессионализм[1].
- Юбилейная медаль «20 лет независимости Украины» (19 августа 2011 года) — за значительный личный вклад в социально-экономическое, научно-техническое и культурно-образовательное развитие Украинского государства, весомые трудовые достижения и многолетний добросовестный труд[2].
- Народный художник Украины (28 ноября 2006 года) — за весомый личный вклад в социально-экономическое и культурное развитие Украины, весомые достижения в профессиональной деятельности, многолетний добросовестный труд и по случаю годовщины подтверждения всеукраинским референдумом 1 декабря 1991 года Акта провозглашения независимости Украины[3]
- Заслуженный художник Украины (22 августа 1996 года) — за весомый личный вклад в приумножение национальных духовных достижений, высокий профессионализм и по случаю пятой годовщины независимости Украины[4].
- Государственная премия Украины имени Тараса Шевченко 1999 года (4 марта 1999 года) — за серию работ «Земля Шевченко» и произведения последних лет[5].